# Phytolacca americana
Raisin d'Amérique, Teinturier
Espèce
Classification phylogénétique
Le Raisin d'Amérique ou Raisin des teinturiers (Phytolacca americana) est une espèce de plantes herbacées, vivaces, de la famille des Phytolaccaceae, parfois aussi dénommée Teinturier, Épinard de Cayenne, Épinard des Indes, Phytolaque américaine, Faux vin (La Réunion), « Laque », « Herbe à la laque », « Vigne de Judée » ou encore plante à encre rouge. Elle est originaire du sud-est de l'Amérique du Nord, du Midwest et de la côte du golfe du Mexique (avec des populations plus dispersées en allant vers l'est).
C'est une plante toxique. Elle est devenue invasive sur une partie des territoires où elle a été introduite, souvent volontairement comme plante décorative ou pour d'autres usages. Elle constitue un danger pour les populations humaines et certains animaux. Sa concentration en toxines croît avec la maturité de la plante. Ses fruits sont toxiques pour les enfants et de nombreux animaux ; la plante est néanmoins encore vendue et cultivée comme espèce horticole ornementale. Dans la nature elle est retrouvée dans des pâturages, et souvent sur des zones récemment déboisées (coupes rases) ou désherbées (jardins, friches), le long de clôtures et lisières forestières et dans des zones de collectes de déchets.
Sa teneur en composés toxiques, peut-être à potentiel phytopharmaceutique, son impact écologique et son rôle historique en médecine traditionnelle font l'objet d'études scientifiques.

## Autres noms
- Phytolacca decandra L.
- Phytolacca vulgaris Bubani et Phytolacca vulgaris Crantz

## Description

### Appareil végétatif
Cette plante est grande (jusqu'à 2 m), vigoureuse et à croissance rapide. Les feuilles sont simples et assez grandes, d'un vert moyen et lisse, avec une odeur jugée désagréable par certains. Portées par de longs pétioles elles sont disposées alternativement le long des tiges.
Les tiges sont robustes, lisses, vertes à rosâtres, rouges ou violacées et à moelle chambrée.
La racine claire et à pulpe blanche, elle est grosse et pivotante au centre, avec un développement en nappe pour les autres racines. La couronne de la racine produit de une à plusieurs tiges. Des tranches de racines coupées transversalement montrent des anneaux concentriques. La racine n'a pas de capacité de fixation symbiotique de l'azote de l'air.

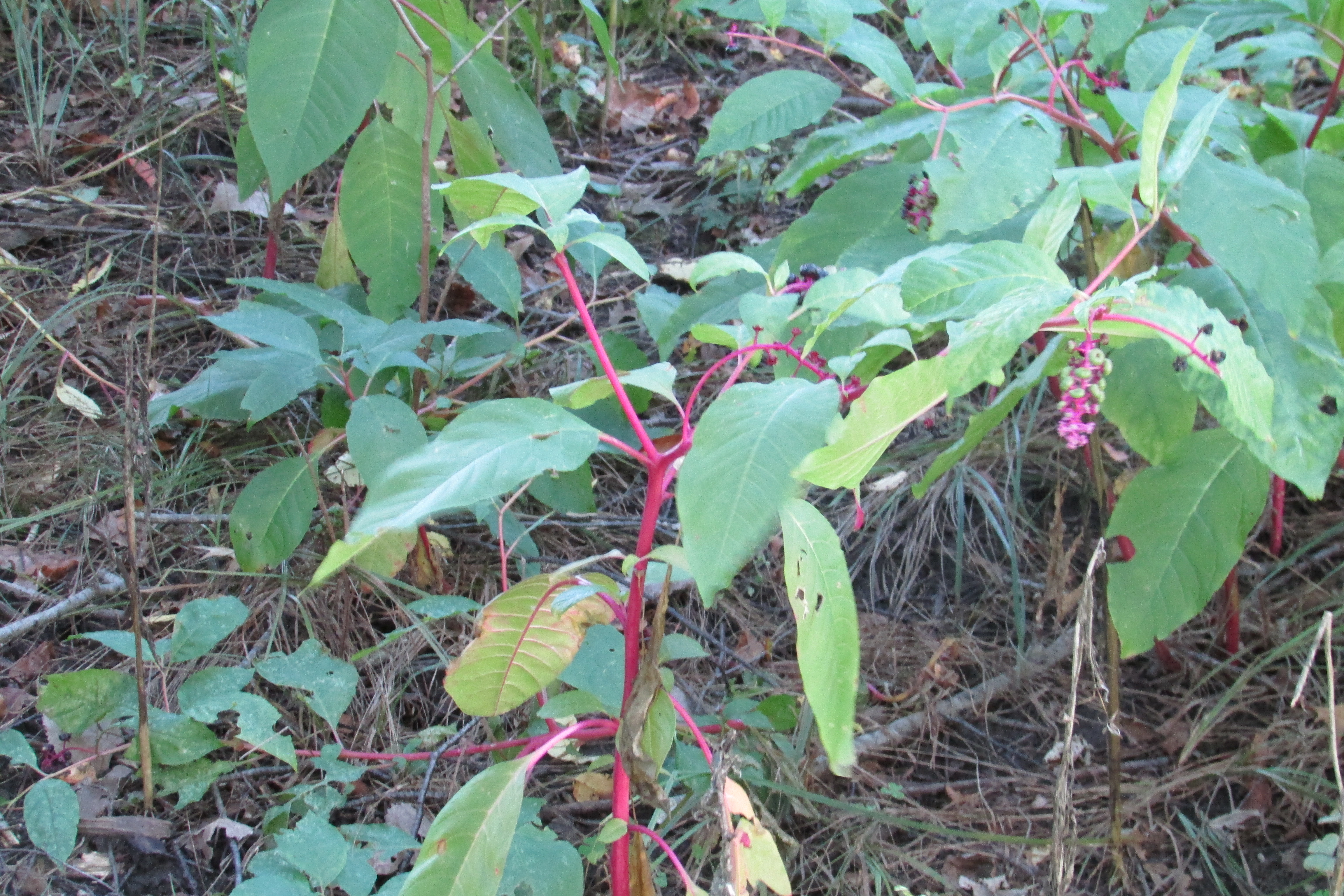
Tige avec feuilles.
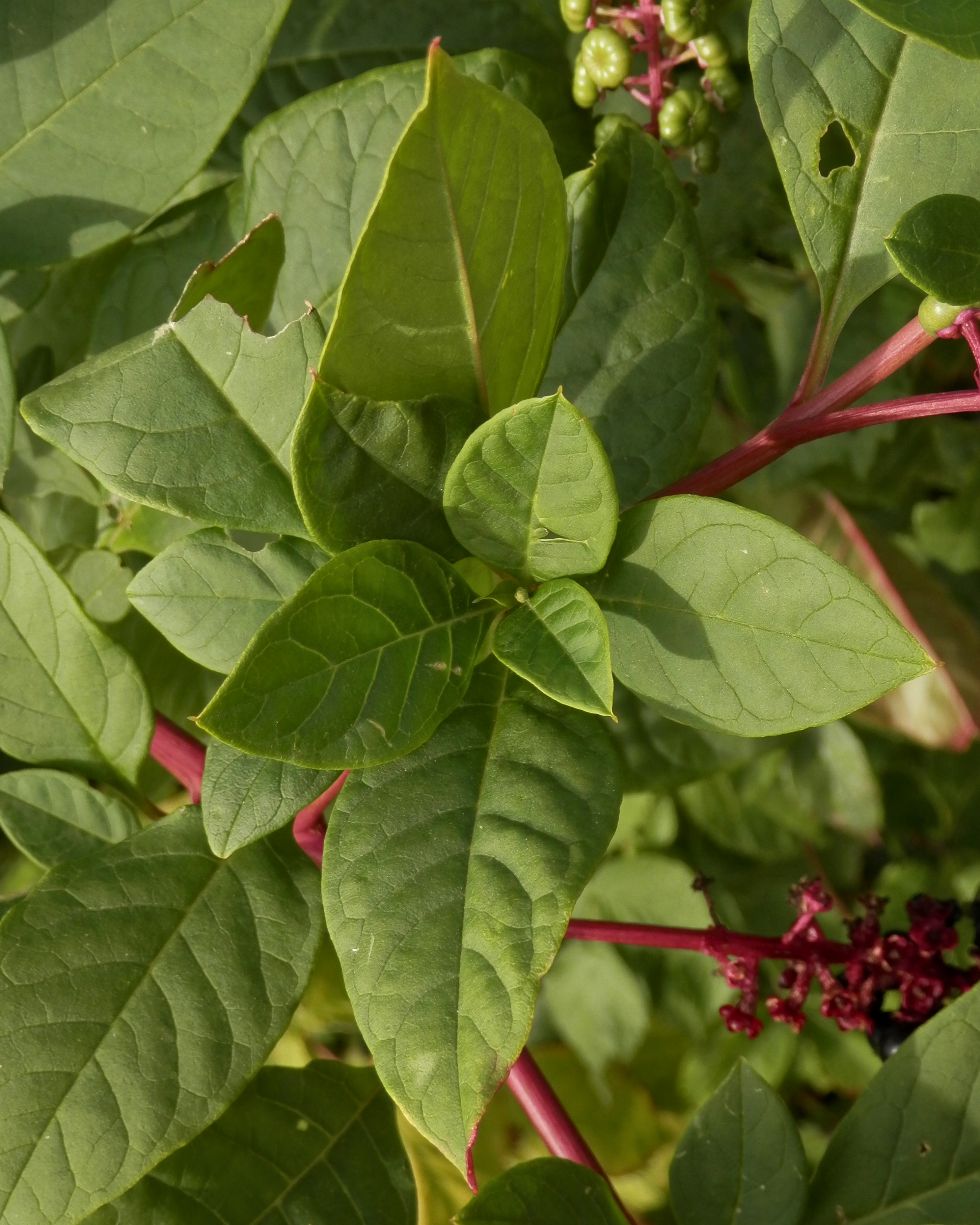
Feuilles.

### Appareil reproducteur
Les fleurs apparaissent au début de l'été et sont actives jusqu'au début de l'automne, de juin à octobre. Vertes à blanches, elles mesurent jusqu'à 5 cm de large, sont parfaites, radialement symétriques, en grappes érigées et allongées dites « racèmes », retombant au fur et à mesure que les fruits mûrissent ; avec 4 à 5 sépales blancs (ressemblant à des pétales) et aucun pétale véritable, avec en général dix étamines (d'où son ancienne appellation Phytolacca decandra) et dix carpelles. Les fruits sont des baies portées par des pédoncules roses et résultent de la coalescence des carpelles à maturité ; elles sont charnues, d'abord vertes puis blanchâtres puis pourpres à presque noires (et ridées) à maturité, à dix cellules contenant un jus cramoisi. Elles sont appréciées de nombreux oiseaux et de quelques autres petits animaux (mammifères) naturellement immunisés contre les toxines. Pour ces espèces, elles constituent une bonne source de nourriture, qui peut être mortelle pour d'autres.
- Graines : leur viabilité est relativement longue ; elles peuvent encore germer après plusieurs années passées dans la banque de graines du sol. Ce sont probablement elles qui expliquent la dispersion croissante de l'espèce en Eurasie, parfois loin des zones où l'espèce était déjà présente[3]. On en a retrouvé jusque dans des paquets d'autres semences commercialisées[3].

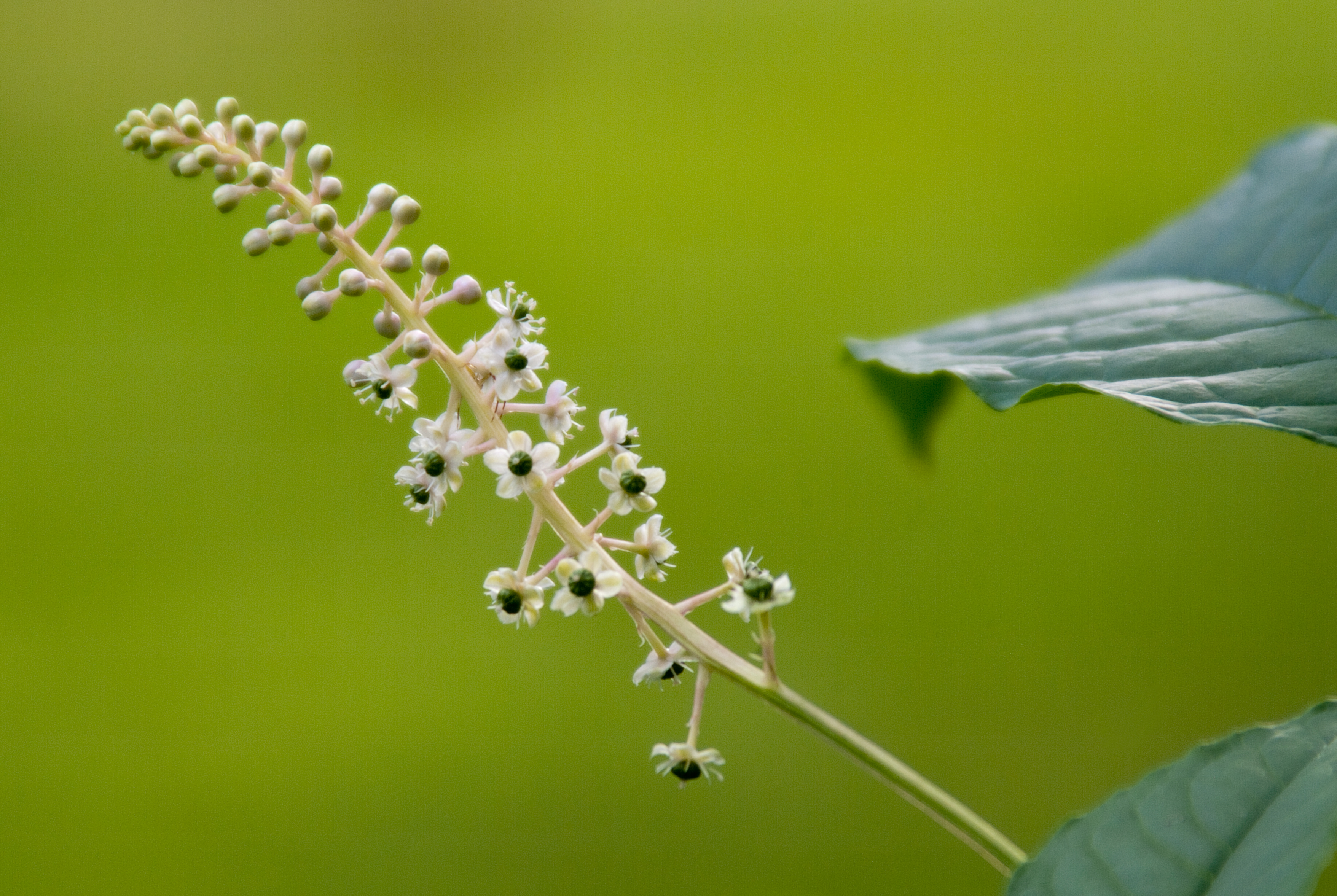
Inflorescence.
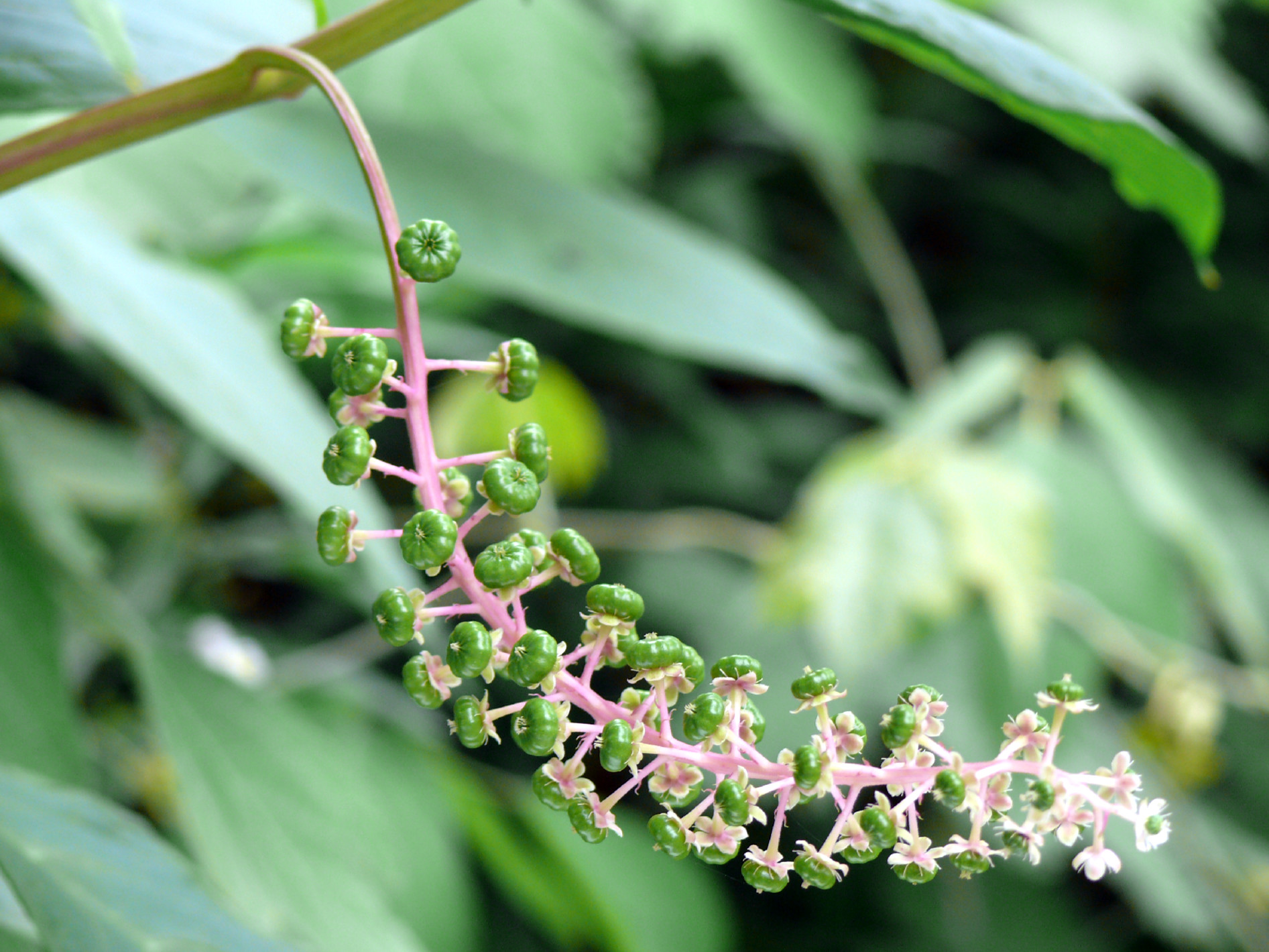
Jeunes fruits.
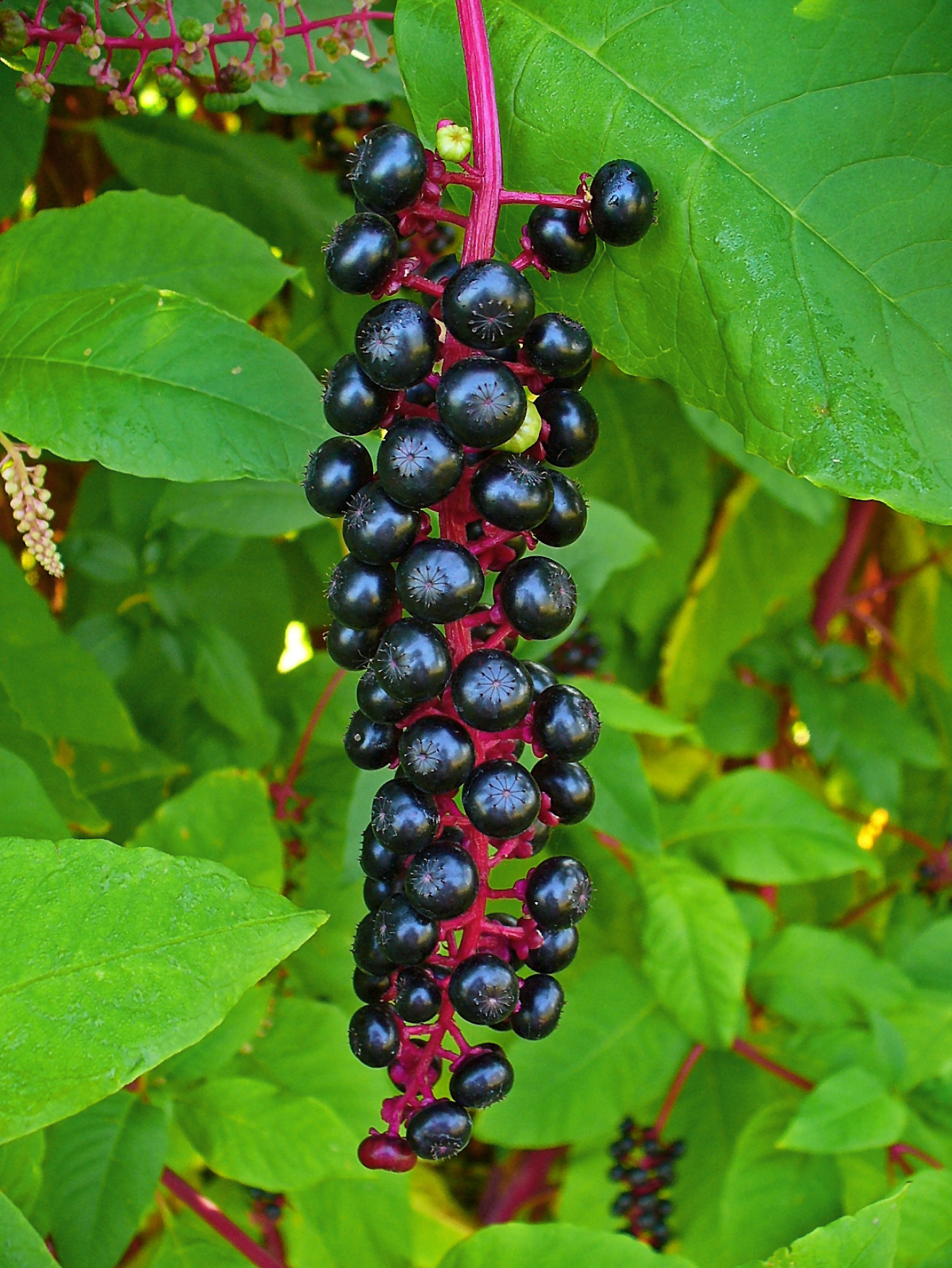
Fruits mûrs.
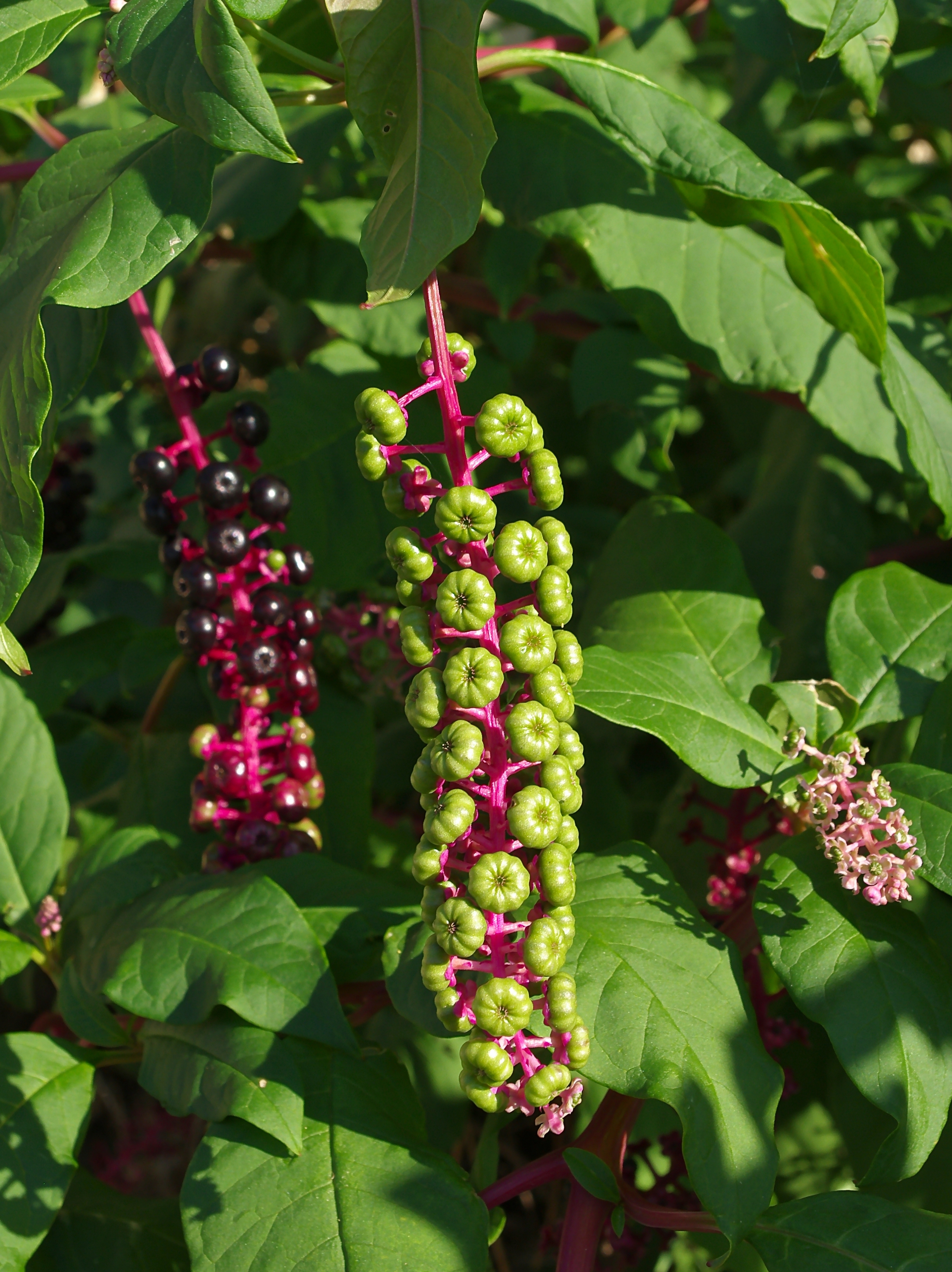
Trois stades de la grappe.

## Histoire
Originaire de l'est de l'Amérique du Nord, cette espèce serait arrivée en Eurasie par plusieurs voies (dont plantations ornementales), avant de se naturaliser dans les pays méditerranéens (et dans certaines régions d'Asie). Certains botanistes pensaient alors qu'il s'agissait d'une solanacée (Grande Morelle des Indes) : Solanum racemosum indicum H.R.P., Solanum magnum virginianum rubrum - Park. Theat. 347. Les raisons de son introduction en Europe seraient les suivantes :
- les jeunes feuilles sont comestibles cuites[7] à condition de les cuire successivement dans au moins deux ou trois eaux
- elle a été considérée comme ornementale, notamment les variétés à feuilles striées ou tachées de jaune-rose ;
- le fruit (une baie qui fournit une teinture violette appréciée pour les tissages[8], d'où le nom fréquent de teinturier) et sa graine a fourni un colorant très utilisé au XIXe siècle pour teindre les tissus et colorer artificiellement des vins jugés trop clairs[9],[10], (le colorant s'est avéré contenir des substances purgatives).
- les premiers colons, au contact des tribus Amérindiennes, l'avaient incluse dans leur pharmacopée puis l'introduisirent sur le sol européen.

## Habitat
En Europe, elle s'est répandue dans les secteurs boisés humides à sec le long de ripisylves, et sur les sols riches en friche ou ayant subi des coupes rases forestières, notamment sur sols sableux et/ou acides (Landes de Gascogne où elle est la plus présente et en expansion). La plantule développe rapidement une vigoureuse racine napiforme.
L'espèce est présente dans tout le bassin méditerranéen.

## Biologie, cycle de vie
En hiver, elle disparaît complètement, pour reparaître vers avril-mai depuis une imposante souche.
La plante semble ne se reproduire que par sa graine (reproduction sexuée favorisant une adaptation rapide à de nouveaux contextes environnementaux)

## Toxicité pour l'homme et les animaux
Historiquement, les intoxications par la phytolaque étaient fréquentes dans l’est de l’Amérique du Nord au XIXe siècle, notamment après l'utilisation de teintures à vocation antirhumatismale et par l’ingestion de baies et de racines confondues avec du panais, topinambour ou raifort.
Chaque partie de la plante présente une certaine toxicité, avec des risques pour la santé des humains et des mammifères,,,. Les molécules toxiques ont les plus fortes concentrations dans le collet racinaire, puis dans les feuilles et les tiges, puis dans les fruits mûrs,. La plante devient généralement plus toxique avec la maturité, à l'exception des baies (qui ont une toxicité importante même lorsqu'elles sont encore vertes). 
Les enfants sont facilement attirés par des grappes de baies brillantes et bien visibles. Selon le Centre de recherche et de développement agricole de l'Ohio (OARDC (en)), ils sont le plus souvent empoisonnés en mangeant des baies crues. Les nourrissons sont particulièrement sensibles ; certains sont morts en mangeant seulement quelques baies crues. Des adultes ont été empoisonnés, parfois mortellement, en mangeant des feuilles et des pousses mal préparées ou en confondant la pousse ou la racine avec celles d'une autre plante ou un tubercule comestible.
Des recherches sur des humains ont montré que la plante peut aussi induire des mutations (pouvant conduire au cancer) et des malformations congénitales.
Comme le jus pénètre la peau, tout contact de la peau nue avec la sève ou d'autres parties internes de la plante doit être évité. L'ingestion devrait notamment être évitée durant la grossesse. La sève peut en outre provoquer une dermatite de contact chez certaines personnes sensibles.
Les animaux autres que les oiseaux et quelques espèces immunisées évitent le plus souvent la plante disponible, ou même du foin contaminé par cette plante, sauf s'ils ne disposent de rien d'autre... Mais des chevaux, moutons et bovins ont déjà été empoisonnés en mangeant des feuilles fraîches ou du fourrage vert. Un enfant ayant consommé des graines écrasées dans un jus serait mort. La mort est généralement due à une paralysie respiratoire.

### Symptômes et la réponse à l'intoxication
« Si elle est prise en interne, le phytolaque agit lentement avec un effet émétique. Les vomissements commencent généralement environ deux heures après la consommation de la plante ou de parties de celle-ci. Les cas graves d'empoisonnement entraînent une purge, des spasmes et parfois des convulsions. Si la mort survient, elle est généralement due à une paralysie des organes respiratoires. Les cas d'intoxication animale ou humaine doivent être traités par un vétérinaire ou un médecin. »

— Michael D.K. Owen
Selon l'OARDC, les symptômes immédiats et consécutifs à une phytothérapie mal dosée ou inappropriée incluent la sensation de brûlure dans la bouche, une hypersalivation, des crampes gastro-intestinales et des vomissements ainsi que des diarrhées sanglantes et si la quantité consommée était plus importante, des symptômes plus graves peuvent apparaître, notamment anémie, tachycardie, difficultés respiratoires, convulsions et mort par insuffisance respiratoire . Si seules de petites quantités de la plante ou d'extraits sont ingérées, les hommes et les animaux peuvent se rétablir en un à deux jours,.

## Caractère invasif: conséquences écologiques

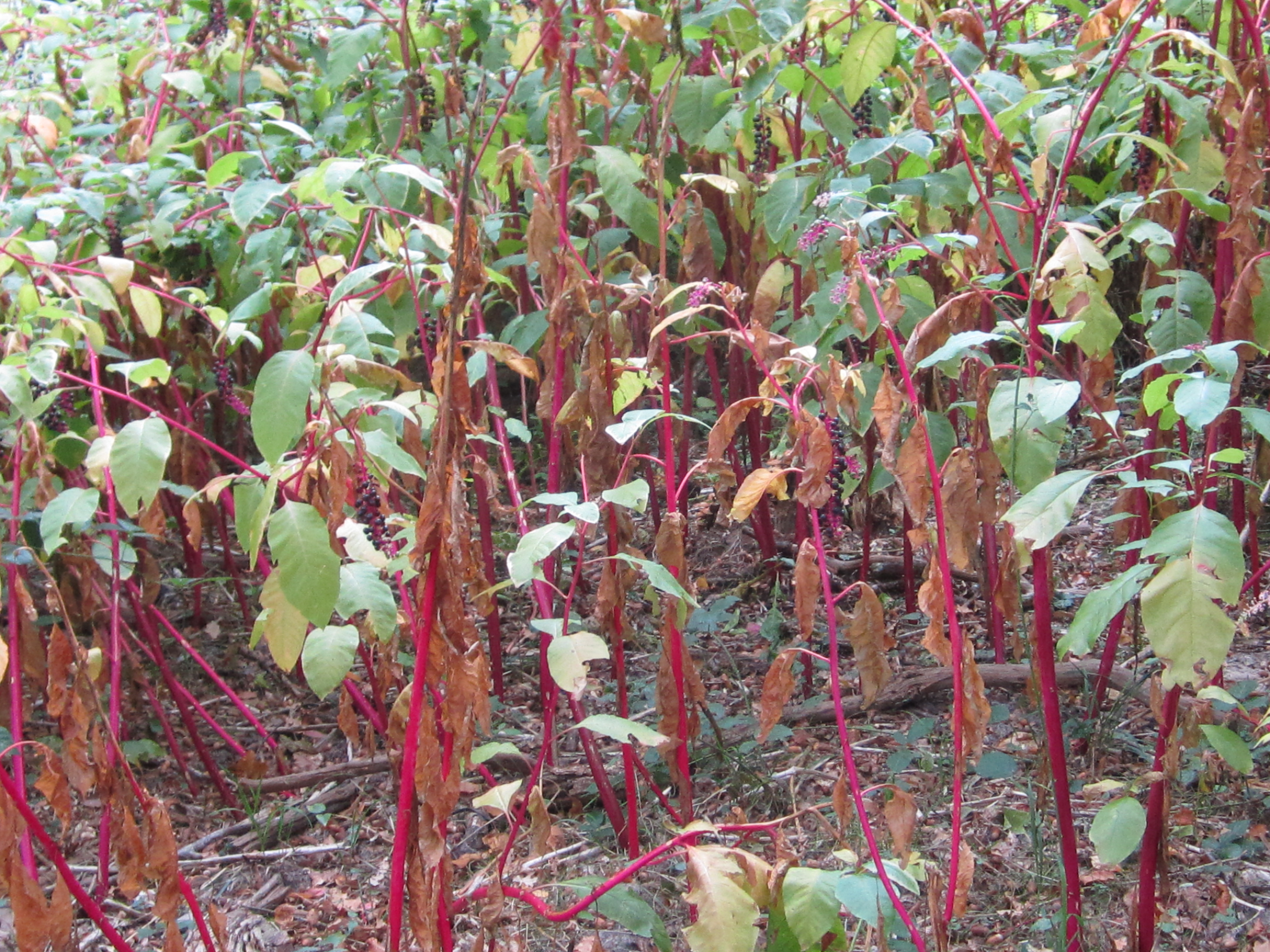
Fauchage pour éviter la prolifération des graines en automne suivi de l'arrachage en hiver, opérations qui ont un coût.

Là où des invasions biologiques par cette espèce au tempérament de pionnière sont constatées, elle entraîne une forte baisse de la richesse floristique : En Europe le Raisin d'Amérique concurrence et élimine la flore autochtone, sauf en général la ronce et la fougère en étouffant les plantations de pins.
Il est classé plante envahissante par l'Union internationale pour la conservation de la nature.
C'est notamment le cas en Europe, où l'espèce a été introduite, et particulièrement en France où depuis les années 1990-2010 la plante gagne du terrain dans de nombreux bois et forêts et où pratiquement tous les départements sont touchés. Par exemple, elle est préoccupante en forêt de Fontainebleau où elle fait l'objet de campagnes d'arrachage, par l'association ASABEPI.

## Phytochimie
Owen (de l'Iowa State University) note que la plante contient au moins une substance toxique proche de la saponine et qu'elle produit en faible quantité une phytolaccine alcaloïde ; Heller (National Library of Medicine) cite, lui, la phytolaccatoxine et la phytolaccagénine, deux phytotoxines pouvant contribuer à l'intoxication humaine. Le Système canadien d'information sur les plantes toxiques fait écho à l’information sur la phytolaccine et la phytolaccatoxine.

## Propriétés et usages
Si la toxicité des baies est en principe avérée (mais faible) en raison de leur teneur en saponines, celle des feuilles est sujette à controverse.
La plante, si elle n'a pas été cuite à plusieurs reprises, est assez toxique pour provoquer la mort d'espèces aussi variées que certains gastéropodes, des vers de terre (excellents auxiliaires), la dinde, le mouton, le porc, la vache, le cheval et l'homme.
Les baies n'ont pas d'action toxique connue chez les oiseaux (qui contribuent à disséminer des graines après avoir mangé la baie charnue) ; en Europe les grives en sont friandes.

### Usages alimentaires
Bien que toute la plante contienne des molécules toxiques (saponosides dans la pulpe des fruits, lectines dans les graines…), elle était traditionnellement consommée en « salade cuite de poke » (feuilles printanières cuites plusieurs fois dans de l'eau renouvelée à chaque cuisson). Classée comme plante comestible dans certains guides, des cas d'intoxication ont été recensés alors que les feuilles ont été cuites à l'eau plusieurs fois.

### Usages médicinaux
La phytolaque a plusieurs usages médicinaux, mais sa toxicité rendant néanmoins son usage délicat, elle est à proscrire en automédication.
En médecine chinoise elle est nommée chuíxù shānglù (垂序商陸).